# Enicospilus ruskini
Enicospilus ruskini là một loài tò vò trong họ Ichneumonidae.